# 合同通信
合同通信（ごうどうつうしん、朝鮮語: 합동통신（ハプドントンシン）、英語: Hapdong News Agency）は、かつて存在した、1945年に設立された大韓民国のニュース通信社。

## 国際通信
1945年9月、国際通信（국제통신）が設立された。連合軍軍政府は、国際通信の既存幹部を追い出して、金東成、南相一（남상일）などを代わりに据え、11月1日には第24軍団の通信隊長であったA.グラス（A. 글래스）を社長に就任させた。

## 聯合通信
1945年9月6日、『The Seoul Times（ソウル・タイムズ）』の社長であった閔瑗植と、南廷麟（남정린）らが聯合通信を設立した。同社は、民間通信社として、AP通信と契約した。 1945年12月20日、国際通信と聯合通信が合併して合同通信社が設立された。

## 合併後
金東成が社長に就任し、株式会社体制に移行した。
1950年に、朝鮮戦争下で朝鮮人民軍にソウルが占領された時には、朝鮮中央通信が合同通信社の社屋を占拠して使用したこともあった。ソウルを奪還するまでは、釜山で発行を続けた。1958年に、総合年鑑である『합동연감（合同年鑑）』の発行を開始し、1964年には韓国初の英語年鑑である『Korea Annual』の発行を開始した。1960年の四月革命（4・19革命）以降、経営難で解体の危機に直面すると、1966年にOBグループ（後の斗山グループ）が同社の株式をしばらく買収した。1980年12月の言論統廃合で東洋通信ほか3社と合併し、12月31日をもって聯合通信（後の聯合ニュース）に吸収・統合された。
一時期は、国内に15支局，国外では東京とボンに2支局を構え、AFP、共同通信社，DPAと契約していた。

## 出身人物
（カナダ（가나다）順）
- 河敬德 - 하경덕

| - 李泳禧 - 리영희 - 閔丙焌 - 민병준 - パク・ヨンサン - 박영상 | - チョン・ナムギ - 정남기 - 鄭東采 - 정동채 - チョン・スヨン - 정수용 |